# ان‌جی‌سی ۵
ان‌جی‌سی ۵ (که با نامهای ام سی جی ۶-۱-۱۳، یوجی سی ۶۲ و پی جی سی۵۹۵ هم شناخته می‌شود) یک کهکشان بیضوی است که در صورت فلکی زن برزنجیر قرار دارد. این کهکشان
با انتقال به سرخ تقریبی ژنریک ۲۱۲ میلیون سال نوری از زمین فاصله دارد؛ کهکشان توسط ستاره‌شناس فرانسوی ادوارد استفن با استفاده از یک تلسکوپ بازتابی ۳۱٫۵اینچی (سانتیمتر ۸۰٫۰۱) در تاریخ ۲۱ اکتبر ۱۸۸۸ در رصدخانه مارسل کشف شد.